# 程涛
程 涛（てい とう、1982年5月20日 - ）は、起業家、人気ゲームスイカゲームの開発者。issin株式会社代表取締役、popIn株式会社創設者。東京工業大学卒業、東京大学大学院情報理工学系研究科創造情報学専攻、修士課程修了。中華人民共和国河南省出身。

## 経歴
2001年に来日して日本語学校に通う。ソニーの大ファンだったこともあり、日本への留学を決め、カバンひとつで来日。アルバイトをしながら、語学専門学校で日本語を学んだ。
2003年、20才で東京工業大学でコンピューターサイエンスを学ぶ。工学の基礎を学ぶだけでなく、帰宅後には独学でプログラミングを習得した。深夜３時前に寝ることはなかった。毎晩毎晩、WEBの新たな表現を見つけるまでは寝ない。当時、音やグラフィックで動きをつける『Flash』にハマり、あらゆるFlash の表現を見つけては、どうやって実現するんだろうと試した。当時から活躍されていたWEBデザイナーの中村勇吾は神様のような存在で強く影響を受けた。
2008年、東京大学大学院情報理工学系研究科創造情報学専攻、修士在学中に、東大のベンチャー向け投資ファンド「東京大学エッジキャピタル（UTEC）」の制度を利用して、東京大学発ベンチャー「popIn」を創業。創業後、「ネイティブ広告」「READ」の2つのサービスを開発（ネイティブ広告は、ウェブサイトに広告を掲載する際にサイトのデザインに調和する広告を提供する技術。READは記事の読了率を計測する技術）。東大在学時に、大企業の技術者がメンターとなって創造的技術者を育成するプログラム「実践工房」を通して、「ポップイン」という新しいサービスを発明、特許を取得した。このサービスはウェブ記事の単語を選択すると、関連する言葉の意味を検索して、閲覧中のページから離脱せずにページ内で表示できるというもの。
2015年、中国の検索エンジン大手「百度（バイドゥ）」の日本法人バイドゥ株式会社と経営統合（現在、株式会社popInの会長はバイドゥ株式会社のCharles Zhang）。
2017年にはハードウエア業界に参入して世界で初めてプロジェクター、Bluetoothスピーカー、シーリングライトを一体化した「popIn Aladdin（ポップイン アラジン）」を開発。2018年にはクラウドファンディングで投資額1億円を達成した。2019年の年間販売台数は3万台を突破。2020年5月には「popIn Aladdin 2」を発表し、同商品は予約販売だけで1万台を達成した。2021年1月、シリーズ累計販売台数10万台、2021年12月、シリーズ累計販売台数20万台を突破し、異例のヒット商品となった。シーリングライトにプロジェクターやスマートスピーカーの機能を盛り込んだ。親子がゆっくりとコミュニケーションをとれる寝室を想定し子どもにとって新たな情報接触の機会に「壁」を選んだ。
2017年、スイカゲームを手掛け、2023年「YouTube流行語大賞」受賞。社会現象の大ブームとなった。
2021年4月、issin株式会社を創業。スマートバスマットなどのヘルスケア事業を展開。
2022年8月、popIn株式会社代表を退任。

## 人物
- コンピュータの世界に興味を抱いたのは1994年。中学生のときに初めて買ってもらったパソコンとの出会いが、現在の仕事に繋がっていった。『プログラミングを勉強するから』と親にねだって。本当はパソコンでゲームがしたかった。中国のごく一般的な家庭で育ち、公務員である親の給料の数カ月分もするパソコンを買ってもらった。様々なパーツを自分で組み立てて、メモリはたったの1MB。データをコピーするのに、フロッピーディスクが20枚以上必要なことも。このとき、コンピュータに魅了され、将来は工学を勉強したいと強く思った[5]。
- 18歳で日本に留学するきっかけとなったのは、大学受験不合格という失敗だった。地元で一番の進学校に通っていたが、北京大学の入試で得意の国語でいい点数が取れず、不合格になった。日本は志望する大学の入試日程が被らなければ、いくらでも願書を出して受験できるが、中国の大学入試のチャンスは一度きり。しかも、程のいた河南省は中国でも人口が多いエリアなのに、定員がほかのエリアと一緒だからとくに競争率が激しかった。こうした不平等さに不満を持ちながらも浪人しようと思っていたところ、親戚が日本に留学するツテを紹介してくれて。日本の教育制度はフェアだし、自分にも可能性があると思って来日を決めた[5]。
- 来日後、大阪で暮らし始めた。午前中は日本語学校に通い、午後から23時までアルバイトに励み、帰宅すると休む間もなく深夜3時まで日本語や物理化学を勉強する日々を送った[5]。
- 座右の銘は「居高峰而自謙 処低谷而自強 (成功におごらず逆境に強くあれ)」[9]
- 既婚者。11才の長女と9才の長男（2024年8月現在）。偶然二人とも東大病院で生まれているので、いつの日か東大生になってほしいと願っている[9]。
- 中国の内陸部で育ったため、一度も生魚を食べたことがなかった。来日して刺身と寿司に慣れるのに 10 年かかった[9]。

## ビジネス論
- 東洋経済オンラインの取材で「なぜ日本での起業を続けるのか」と聞かれて、程は「アジアの他の国でもビジネスを展開してきたが、日本ほど公平なマーケットはない。過当競争にさらされる中国に比べ、スタートアップの成功率は高いはずだ」と答える[10]。
- 創業して最初の2年は売り上げがゼロだった。様々なプロダクトを作ってもダウンロード数が全然伸びず、うまくいかなかった。これでは立ち行かないと、広告収入で稼ぐビジネスにシフトした。2009年末に初めて広告でマネタイズできるサービスを生み出し、ようやく月1万円の収益に。その後、toCからtoBのメディアに対するソリューションを展開。2011年3月には初めて黒字化する見込みだったが、東日本大震災で大手新聞社へのサービス導入が延期になり、初めて資金ショート。程はその後4カ月間休まず、死に物狂いで働いて、何とか黒字になった[5]。
- 営業における成功の秘訣は「相手にノーと言わせないために入念な準備をすること」[5]。

## 書籍
- 『未来を変えるには = You can change the future : 東大起業家講座に学ぶ新しい働き方』[11]（講談社、2023年3月23日）　ISBN 978-4065314296

## 出演

### テレビ
- 『がっちりマンデー!!』（TBSテレビ）[12]
- 『Fresh Faces 〜アタラシイヒト〜』（BS朝日）[4]
- 『やすともとニュースな人～それってそもそもどういうこと？～』（MBSテレビ）[13]
- 『有吉ぃぃeeeee!そうだ!今からお前んチでゲームしない?』（テレビ東京）

### 新聞
- 『日本経済新聞』[2]

### 雑誌
- 『DIME』（小学館）[14]
- 『東洋経済』東洋経済新報社）[10]

### インターネット放送
- 『PIVOT』（YouTubeチャンネル）　※ https://youtube.com/jck9rYulcP
- 『ABEMA Prime』（ABEMA）　※ https://youtube.com/IfRw3Ad1t
- 『通販の虎』※ https://youtube.com/BZGP0flG0TU